# Cnissostages oleagina
Cnissostages oleagina là một loài bướm đêm thuộc họ Arrhenophanidae. Nó sống khắp nơi ở vùng Neotropical từ Sinaloa, México đến nam Brasil và Paraguay.
Chiều dài cánh trước là 8–19 mm đối với con đực and 18–22 mm đối với con cái. 
Hồ sơ sưu tập cho thấy con trưởng thành nói chung là hoạt động trong suốt cả năm. Người ta bắt được chúng hàng tháng trừ tháng Tám và tháng Chín.
Ấu trùng ăn tree fungi.